# Барбакан (Краков)
Вижте пояснителната страница за други значения на Барбакан.
Барбакан (на полски: Barbakan) е наричан историко-архитектурен паметник в Краков, Полша.
Той е разположен пред най-северна част на градските стени. Понастоящем е филиал на Краковския исторически музей и защитен паметник от регистъра на Малополското войводство.

## История
Името му е от наименованието на фортификационното съоръжение барбакан. Построен е през 1498 – 1499 г., по време на царуването на полския крал Ян I Олбрахт, който след битката при Козминската гора очаква атака над Краков от войските на владетеля на Молдовското княжество Стефан Велики.
Първоначално барбаканът е свързан с Флорианската врата чрез дълъг преход под формата на мост и основната му цел е да защитава тази порта. По стените има гурдиции (специални отбранителни прегради), които се опират на аркадите и имат бойници. Влизането в барбакана става от страната на краковския район Клепач чрез подвижен мост. Входът е разположен почти успоредно на линията на външните стени, което позволява на защитниците на барбакана да водят прицелен огън по нападателите. Барбаканът има две врати, които се свързват с подвижни мостове, спускани над пълен с вода ров. Подвижният мост, съединяващ барбакана с Флорианската врата, има ширина 2,4 метра и височина от 3,5 метра.
На 19 май 1931 г. краковският барбакан е вписан в регистъра на паметниците на Малополското войводство (№ Ak-I 80/31).

## В днешно време
Понастоящем краковският барбакан се използва за различни експозиции и музейни изложби, спортни състезания. Тук са провеждани първенство на Полша по фехтовка, исторически реконструкции и бални танци. През лятото в барбакана постоянно се прожектира филм, наречен „Барбакино – лятно средновековно кино в Барбакана“.
През 1816 г. полският архитект и сенатор Феликс Радвански застава срещу указа на австрийския император от 1806 г., който разглежда унищожаването на барбакана и Флорианската порта. Феликс Радвански аргументира протеста си с твърдението, че Краков след разрушаването на барбакана и Флорианската порта ще бъде открит за северните и северозападните ветрове и жителите на Краков ще се разболяват от „отоци, ревматизъм и може би парализа“.

## Паметна плоча
На барбакана има паметна плоча, посветена на Марчин Орацевич. Според градска легенда по време на сраженията на Барската конфедерация, когато в краковската крепост свършват боеприпасите, Марцин зарежда оръдието със сребърните копчета на жупана и убива командира на руската армия Иван Панин. Текстът на плочата гласи:
| „ | „DNIA 22 CZERWCA 1768 ROKU MARCIN ORACEWICZ MIESZCZANIN I PASAMONIK KRAKOWSKI STRZAŁEM Z MURÓW MIASTA ZABIŁ PUŁKOWNIKA ROSYJSKIEGO, SKUTKIEM CZEGO ROSYANIE DNIA TEGO OD MIASTA ODSTĄPILI. 1897.“ | “ |